# Fakunda Margenat
Fakunda Margenat, właśc. Caterina Margenat Roura (ur. 6 września 1876 w Gironie, zm. 26 sierpnia 1936 w Barcelonie) – hiszpańska zakonnica, męczennica i błogosławiona Kościoła katolickiego.

## Życiorys
Wstąpiła do Zgromadzenia Sióstr św. Józefa z Girony, gdzie złożyła śluby zakonne. Po wybuchu wojny domowej w Hiszpanii ukryła się w mieszkaniu chorego, którym się opiekowała. Została wydana przez dozorczynię republikańskim żołnierzom, a potem rozstrzelana. Została beatyfikowana 5 września 2015 roku przez kardynała Angelo Amato w imieniu papieża Franciszka.